# Орашац
Орашац је насеље у Србији у општини Аранђеловац у Шумадијском округу. Према попису из 2022. има 1300 становника (према попису из 2011. било је 1484 становника).
Орашац је на магистралном путу Младеновац-Аранђеловац, удаљено 6 km од Аранђеловца где се одиграо један од најзначајних догађаја у историји српског народа – подизање Првог српског устанка.

## Историја
У овом месту је склопљен договор о кретању у одсудни бој против Турака у новембру 1803. године, а устанак је подигнут на Сретење (15. фебруар) 1804. године у Марићевића јарузи. У знак сећања на овај датум подигнут је меморијални комплекс – спомен-обележје у Марићевића јарузи, Црква светог Вазнесења Господњег, школа Први српски устанак, споменик вожду Карађорђу и музеј. Орашац је одлуком скупштине Србије из 1979. године категорисан у знаменито место и на тај начин сврстан у културно добро од значаја за Републику Србију

## Демографија
У насељу Орашац живи 1164 пунолетна становника, а просечна старост становништва износи 41,4 година (40,4 код мушкараца и 42,4 код жена). У насељу има 504 домаћинства, а просечан број чланова по домаћинству је 2,90.
Ово насеље је великим делом насељено Србима (према попису из 2002. године).
|  |

| Демографија | Демографија | Демографија |
| Година      | Становника  | Становника  |
| ----------- | ----------- | ----------- |
| 1948.       | 2.234       |             |
| 1953.       | 2.182       |             |
| 1961.       | 2.024       |             |
| 1971.       | 1.742       |             |
| 1981.       | 1.635       |             |
| 1991.       | 1.461       | 1.437       |
| 2002.       | 1.462       | 1.516       |
| 2011.       | 1.484       |             |
| 2022.       | 1.300       |             |

| Етнички састав према попису из 2002.‍ | Етнички састав према попису из 2002.‍ | Етнички састав према попису из 2002.‍ | Етнички састав према попису из 2002.‍ | Етнички састав према попису из 2002.‍ |
| ------------------------------------ | ------------------------------------ | ------------------------------------ | ------------------------------------ | ------------------------------------ |
|                                      |                                      |                                      |                                      |                                      |
| Срби                                 | Срби                                 |                                      | 1.450                                | 99,17%                               |
| Црногорци                            | Црногорци                            |                                      | 1                                    | 0,06%                                |
| Хрвати                               | Хрвати                               |                                      | 1                                    | 0,06%                                |
| Украјинци                            | Украјинци                            |                                      | 1                                    | 0,06%                                |
| Немци                                | Немци                                |                                      | 1                                    | 0,06%                                |
| Југословени                          | Југословени                          |                                      | 1                                    | 0,06%                                |
| непознато                            | непознато                            |                                      | 5                                    | 0,34%                                |

| Година пописа     | 1948. | 1953. | 1961. | 1971. | 1981. | 1991. | 2002. |
| ----------------- | ----- | ----- | ----- | ----- | ----- | ----- | ----- |
| Број домаћинстава | 496   | 465   | 454   | 426   | 423   | 384   | 504   |

| Број чланова      | 1  | 2   | 3  | 4   | 5  | 6  | 7 | 8 | 9 | 10 и више | Просек |
| ----------------- | -- | --- | -- | --- | -- | -- | - | - | - | --------- | ------ |
| Број домаћинстава | 89 | 157 | 82 | 103 | 47 | 17 | 8 | 1 | 0 | 0         | 2,90   |

| Пол    | Укупно | Неожењен/Неудата | Ожењен/Удата | Удовац/Удовица | Разведен/Разведена | Непознато |
| ------ | ------ | ---------------- | ------------ | -------------- | ------------------ | --------- |
| Мушки  | 623    | 178              | 386          | 35             | 12                 | 12        |
| Женски | 611    | 83               | 389          | 117            | 15                 | 7         |
| УКУПНО | 1.234  | 261              | 775          | 152            | 27                 | 19        |

| Пол    | Укупно                    | Пољопривреда, лов и шумарство | Рибарство                            | Вађење руде и камена | Прерађивачка индустрија       |
| ------ | ------------------------- | ----------------------------- | ------------------------------------ | -------------------- | ----------------------------- |
| Мушки  | 342                       | 103                           | 0                                    | 15                   | 109                           |
| Женски | 218                       | 86                            | 0                                    | 5                    | 42                            |
| УКУПНО | 560                       | 189                           | 0                                    | 20                   | 151                           |
| Пол    | Производња и снабдевање   | Грађевинарство                | Трговина                             | Хотели и ресторани   | Саобраћај, складиштење и везе |
| Мушки  | 7                         | 8                             | 43                                   | 6                    | 9                             |
| Женски | 1                         | 2                             | 28                                   | 8                    | 4                             |
| УКУПНО | 8                         | 10                            | 71                                   | 14                   | 13                            |
| Пол    | Финансијско посредовање   | Некретнине                    | Државна управа и одбрана             | Образовање           | Здравствени и социјални рад   |
| Мушки  | 0                         | 3                             | 9                                    | 4                    | 6                             |
| Женски | 2                         | 2                             | 4                                    | 8                    | 13                            |
| УКУПНО | 2                         | 5                             | 13                                   | 12                   | 19                            |
| Пол    | Остале услужне активности | Приватна домаћинства          | Екстериторијалне организације и тела | Непознато            | Непознато                     |
| Мушки  | 2                         | 0                             | 0                                    | 18                   | 18                            |
| Женски | 0                         | 0                             | 0                                    | 13                   | 13                            |
| УКУПНО | 2                         | 0                             | 0                                    | 31                   | 31                            |